# HomeRF
El grupo que desarrollaba el estándar HomeRF se disolvió en enero de 2003.
Existen el HomeRF, el HomeRF2 y twenky.
La idea de este estándar se basa en el teléfono inalámbrico digital mejorado (Digital Enhanced Cordless Telephone, DECT) que es un equivalente al estándar de los teléfonos celulares GSM. 
Transporta voz y datos por separado, al contrario que protocolos como el WiFi que transporta la voz como una forma de datos. 
Los creadores de este estándar pretendían diseñar un aparato central en cada casa que conectara los teléfonos y además proporcionar un ancho de banda de datos entre las computadoras.
Las prestaciones de este sistema son:
- Modulación FSK (Frequency Shift Keying).
- Velocidad de datos variables de entre 800 kbit/s y 1,6 Mbit/s.
- Utiliza la banda de 2.4 GHz.
- 75 canales de 1 MHz para voz.

El HomeRF2:
- Velocidad de entre 5 y 10 Mbit/s.
- 15 canales de 5 MHz para voz

Cabe resaltar que el estándar HomeRF posee multitud de capacidades de voz (identificador de llamadas, llamadas en espera, regreso de llamadas e intercomunicación dentro del hogar).
- Datos: Q1625910